# 1498

## Събития
- Васко да Гама заобикаляйки нос Добра надежда достига Индия.

## Починали
- Йоханес Видман, немски математик
- 23 май – Джироламо Савонарола,
- 16 септември – Томас де Торквемада, Велик инквизитор на Испания